# Dupleix
Dupleix - stacja linii nr 6 metra  w Paryżu. Stacja znajduje się w 15. dzielnicy Paryża.